# Maxime Desbiens-Tremblay
Maxime Desbiens-Tremblay est un auteur-compositeur-interprète, comédien québécois né le 19 octobre 1985. Il évolue dans le milieu artistique québécois depuis près de vingt ans.

## Biographie

### Enfance et adolescence
Maxime Desbiens Tremblay naît le 19 octobre 1985 à Trois-Rivières. Il commence sa carrière d'acteur dès l'enfance, alors qu'il décroche son premier rôle en 1994 dans la série Alys Robi de François Labonté. Il co-anime aux côtés de Marie-Pier Morand le talk-show Les Couche-tôt de 1995 à 1998.
Parallèlement à sa carrière de comédien et d'animateur, il s’adonne jeune à la musique. Son expérience d’animation aux Couche-tôt lui donne l’occasion d'accompagner à la guitare dans le cadre du segment musical de l’émission des artistes qu'il reçoit, tels Les Colocs, Robert Charlebois, Claude Dubois, Garou, Okoumé[réf. nécessaire].
À 15 ans, il forme un groupe de blues et se produit au FestiBlues international de Montréal[réf. nécessaire].
Maxime Desbiens Tremblay apparaît dans plusieurs séries télévisées au cours de son adolescence, dont Urgence, Un gars, une fille, Mon meilleur ennemi, et dans le téléfilm L’histoire de l’oie. Il interprétera dans la série Ramdam le rôle de Manolo de 2001 à 2008 . Ce rôle lui vaudra des nominations aux galas Métrostar et Artis en 2005, 2006 et 2008 .

### Âge adulte
Maxime Desbiens Tremblay passe au grand écran, alors qu'il est de la distribution du film À vos marques... party! et d’À vos marques... party! 2 en 2006 et 2008. De 2005 à 2007, il est de la distribution de la comédie musicale Muguette Nucléaire de Marc Drouin, où il décroche le rôle de Ti-Loup.
En 2006, il fonde le groupe Éléphantine et fait paraître deux ans plus tard un maxi intitulé Sous le règne des lampadaires[réf. nécessaire]. Suivra la sortie en 2009 d’un premier album, Le bonheur en 3D
En 2012, il se lance en solo sous l'identité « Tremblay »,. Son premier album s'intitule Ça va, ça va  réalisé en complicité avec Hugo Perreault. L’extrait Marie Plastique ne tarde pas à se tailler une belle place sur les ondes radio, se hissant dans le top 15 BDS. Il fait paraître un second album, Porcelaine, en 2015, réalisé par Éloi Painchaud. Les pièces de ce dernier album oscillent habilement entre rock mordant, folk atmosphérique et pop orchestrale. Le premier extrait  Aime/Pardonne(#5 top BDS) donne le ton avec sa mélodie envoûtante et accrocheuse. L’album a également fait ses marques avec les singles Summer Love(#7 top BDS) et À l’abri qui ont tourné dans toutes les radios montréalaises et un peu partout au Québec. Pour son 3e disque Bleu Septembre, en septembre 2018 il coréalise et signe les arrangements avec l’aide du réalisateur Guillaume Chartrain et fait de nouveau appel à son fidèle parolier Kevin Murphy, ainsi qu’à Claudia Bouvette qui prête sa voix sur deux chansons. L’auteur-compositeur-interprète révèle que Bleu septembre est une œuvre plus intime et mature qui marque son passage dans la trentaine,. Si ses deux albums précédents sont marqués par la guitare acoustique et le son folk, Bleu septembre laisse place à la guitare électrique ainsi qu’aux synthétiseurs,. Un premier vidéoclip tiré de l'opus est lancé en 2019,.
Pour la suite, tout en étant indépendant, il reprend son prénom et signe sous Max D Tremblay. C’est en tant que réalisateur et producteur qu’il présente son prochain EP intitulé  POST -, sorti le 18 septembre 2020. L’artiste multidisciplinaire charme avec sa pop mélancolique, ses airs entraînants et son rock rassembleur. Bercé par des textes qui transpirent de lucidité, on se laisse dériver vers un horizon vaste et coloré.  Le premier extrait Et je tombe donne l’avant-goût d’une pop planante. Sa voix feutrée et ses mélodies accrocheuses s'imposent dans le nouveau son de l'auteur-compositeur-interprète qui en font la signature de l’artiste.
Une chanson nommée Avalanche est sortie quelque temps avant son plus récent album. Celui-ci, rock et mélodieux, est encore une fois une révélation du talent de l'artiste. La musique nous emporte dans une envie de danser et redonne goût à la vie. Les paroles expriment plusieurs sujets en de belles phrases. Le tout est accompagné d'un merveilleux vidéoclip sur «Flou». https://www.youtube.com/watch?v=US4Aj5SflIs

## Discographie

### Avec Éléphantine
- 2008 : Sous le règne des lampadaires (EP) (Indépendant)| 1.    | En attente du moment présent  | 04:16 |
| 2.    | L'ennui                       | 04:19 |
| 3.    | Apparence gauche              | 05:07 |
| 4.    | Oublier la lumière des phares | 04:30 |
| 5.    | Les passants                  | 06:41 |
| 6.    | Sous le règne des lampadaires | 05:35 |
| 30:28 |                               |       |
- 2009 : Le bonheur en 3D (Sphère Musique)| No  | Titre                             | Durée |
| --- | --------------------------------- | ----- |
| 1.  | Entre la vie et la scène          |       |
| 2.  | Libérez le génie                  |       |
| 3.  | Une clope, un café                |       |
| 4.  | Debout dans la file               |       |
| 5.  | À l'infini                        |       |
| 6.  | La tentative                      |       |
| 7.  | Malheureux matin                  |       |
| 8.  | H2O                               |       |
| 9.  | Je n'existe qu'en marchant        |       |
| 10. | L'espace est un luxe              |       |
| 11. | Apprivoiser les monstres ambiants |       |
| 12. | Le bonheur en 3D                  |       |

### Albums solo
- 2012 : Ça va, ça va (Sphère Musique)| No  | Titre                | Durée |
| --- | -------------------- | ----- |
| 1.  | À chacun sa façon    | 03:34 |
| 2.  | Merci                | 03:25 |
| 3.  | Sarah (avec un H)    | 03:03 |
| 4.  | On change pas        | 03:12 |
| 5.  | Comme en Californie  | 04:40 |
| 6.  | J'suis Pas Tout Seul | 02:28 |
| 7.  | Marie Plastique      | 03:23 |
| 8.  | Ça va ça va          | 03:33 |
| 9.  | Rien de mieux        | 02:59 |
| 10. | Parce que t'es là    | 02:51 |
| 11. | La petite merveille  | 04:49 |
- 2015 : Porcelaine (Sphère Musique)| No  | Titre                  | Durée |
| --- | ---------------------- | ----- |
| 1.  | Aime/Pardonne          | 02:48 |
| 2.  | À l'abri               | 03:42 |
| 3.  | Porcelaine             | 02:31 |
| 4.  | Summer Love            | 02:46 |
| 5.  | Les trottoirs de l'île | 03:36 |
| 6.  | Quand je parle de nous | 03:40 |
| 7.  | La fin                 | 03:35 |
| 8.  | Saisons froides        | 03:23 |
| 9.  | Number One             | 03:33 |
| 10. | Eva                    | 04:06 |
- 2018 : Bleu septembre (Sphère Musique)| No  | Titre                    | Durée |
| --- | ------------------------ | ----- |
| 1.  | Bleu septembre           | 02:49 |
| 2.  | Au milieu de la gare     | 03:32 |
| 3.  | Si j'étais moi           | 03:20 |
| 4.  | Ton retour               | 03:08 |
| 5.  | Comme personne           | 03:40 |
| 6.  | Quand faut se dire adieu | 03:07 |
| 7.  | la trêve                 | 03:56 |
| 8.  | Seul sur ton île         | 03:44 |
| 9.  | En t'attendant           | 04:54 |
| 10. | Mon épaule               | 03:58 |
| 11. | Notre Elan               | 03:34 |

## Filmographie
- 1995 : Les grands procès (TV) : Roger Caron
- 1995 : Alys Robi (TV) : Gérard Robitaille (5 ans)
- 1996 : Urgence (TV)
- 2001-2007 : Ramdam (TV) : Manolo Laporte-Carpentier
- 2007 : À vos marques... party! : Maxime Jobin
- 2009 : À vos marques... party! 2 : Maxime Jobin
- 2015 : Les Jeunes Loups (TV) : Justin Tremblay